# Elena Fisher
Elena Fisher é uma personagem fictícia da série de jogos eletrônicos, Uncharted, desenvolvidos pela Naughty Dog. Ela é casada com o primeiro protagonista da série, Nathan Drake e com ele teve uma filha chamada Cassie Drake. Elena aparece na tetralogia de seu marido, Uncharted: Drake's Fortune, Uncharted 2: Among Thieves, Uncharted 3: Drake's Deception e Uncharted 4: A Thief's End. Elena também aparece brevemente no final da motion comic, Uncharted: Eye of Indra. Ela é interpretada por Emily Rose que dá vida à sua voz e captura de movimentos, também influenciando sua personalidade. Ela também foi a primeira personagem de apoio que foi brevemente jogável na série, logo no primeiro jogo nos capítulos de jet ski.
Embora originalmente uma morena, Naughty Dog fez dela uma loira com um queixo mais grave antes do lançamento do primeiro jogo. Ela é uma mulher independente e forte que atua como igual ao seu marido. Nos jogos, ela é uma repórter que de alguma forma acompanha Drake em suas aventuras. A recepção de sua personagem tem sido principalmente positiva. Ela tem sido aclamada como uma das mulheres mais fortes dos jogos eletrônicos e sua igualdade com personagens masculinos é louvada. No entanto, a personagem atraiu críticas por sua proeza de combate e personalidade abrasiva irrealistas.

## Design do personagem

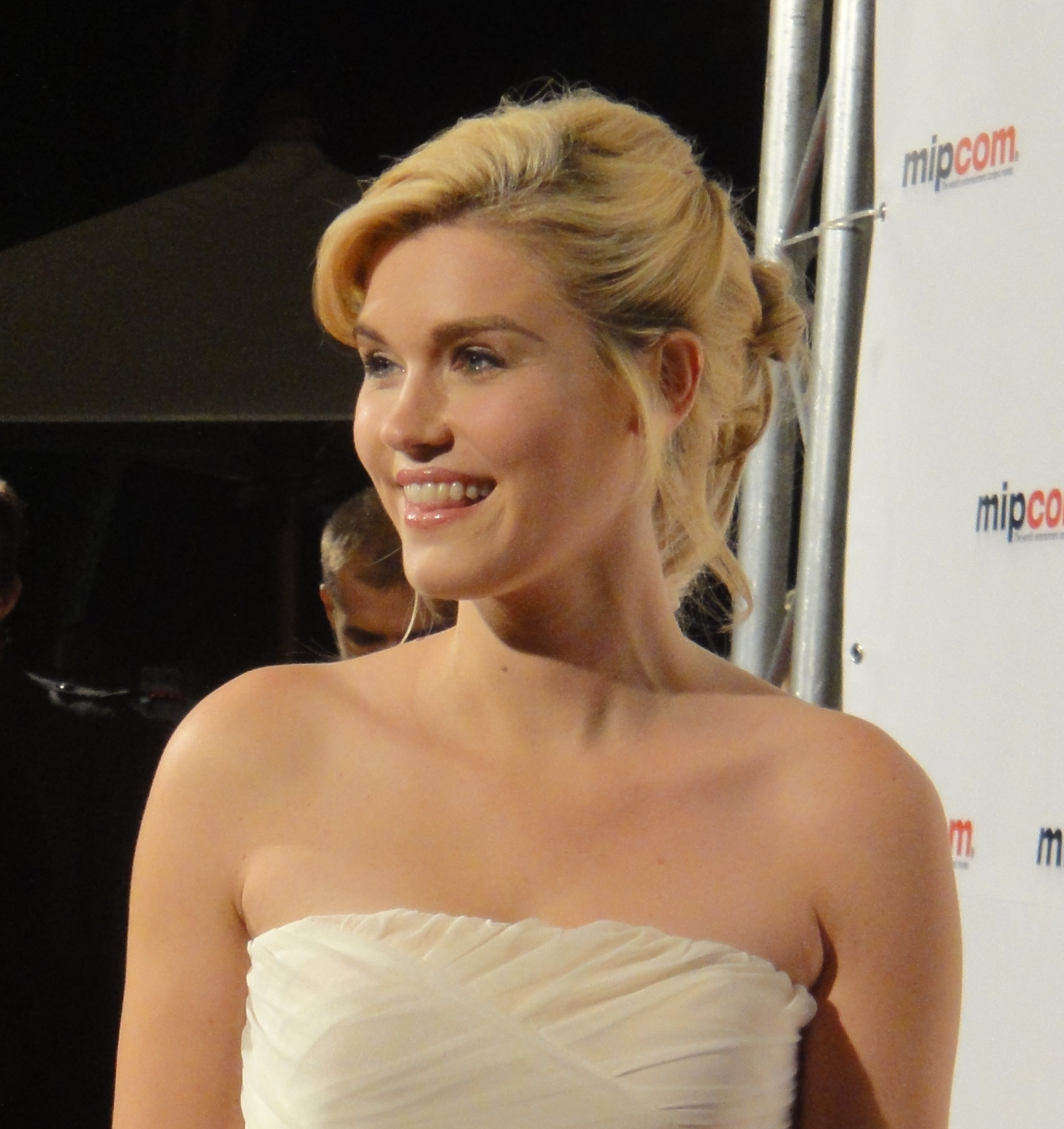
Emily Rose, dubladora original de Elena.

Elena foi criada originalmente como uma personagem hispânica, morena e se chamava Elena Vargas, e Claudia Black, mais tarde dubladora de Chloe Frazer, foi cogitada como a primeira dubladora de Fisher antes de Emily Rose.
No entanto, perto do lançamento do primeiro jogo, Uncharted: Drake's Fortune, seu queixo foi definido, e seu cabelo fez loira. Quando questionado sobre o propósito da mudança de resposta, a Sony disse que "eles simplesmente preferiam loiras". Amy Hennig, criadora e diretora da trilogia original teve a ideia de fazê-la parecida com Emily.
Hennig queria trazer uma mulher inteligente, entendida e que não fosse apenas peitos. Emily foi convidada por Gordon Hunt para os testes de personagens e se identificou com Elena ao ver os conceitos e sentiu-se determinada em fazer Elena. Ela foi escolhida oficialmente para a personagem após fazer parceria com Nolan North no teste, Amy viu que o par tinha uma boa química juntos. 
Elena Fisher é uma personalidade de TV, correspondente estrangeira e repórter.  O antigo arquétipo de donzela em perigo não se aplica à ela. Embora ela rapidamente ganhe o papel de interesse romântico de Drake, continuamente prova ser uma aliada engenhosa e capaz. Melhor ainda, ela também é uma espertalhona de alto nível.
A saga de Elena poderia ter acabado em Uncharted 2: Among Thieves, Neil Druckmann um dos projetistas do jogo queria matá-la mas sua ideia foi desaprovada.

## Atributos

Elena em seu primeiro conceito e no resultado final de Uncharted: Drake's Fortune.

### Personalidade
Elena assim como Nathan é amante de aventura, ela também descrita por Hennig como "a versão feminina de Drake". A personalidade dela mudou drasticamente durante a série, de início se mostrando um pouco ingênua, depois se mostrando um pouco mais hesitantes por conta dos perigos e assassinatos nas aventuras, o que esse tipo de vida torna a pessoa ficando mais desaprovadora. Ela também tem é bem capaz em luta e escaladas, furtividade, exploração, tomar cobertura e usar armas de fogo, muitas vezes até salvando seu marido. Fisher é uma repórter renomada e poliglota, falando em torna de oito idioma diferentes, entre elas espanhol, latim, árabe, e tibetano. Embora segura de si, ela pode demonstrar um certo ciúmes por Nathan ao se sentir rivalizada com uma possível pretendente de seu marido. Tal como Nate ela é brincalhona, frequentemente tira sarro do próprio marido e o introduziu ao mundo dos jogos eletrônicos. 

### Aparência física
O físico de Elena não é hipersexualizado, tendo um corpo esguio, mas atlético. Seu conceito original era de origem latina e morena, mas teve seu cabelo mudado para loiros escuro e a fisionomia modificada para parecer com Emily Rose. A aparência dela tem mudado um pouco ao longo da série, ela já teve olhos cinzas, azuis, mas seu design terminou com olhos castanhos. Seu cabelo está sempre preso como um rabo de cavalo alto ou um coque um pouco bagunçado. 
Suas roupas são bem despojadas, enquanto repórter investigativa usa algo prático, uma blusa comportada para as câmeras, mas ainda mantendo um pouco a feminilidade.

## Aparições

### Série principal

#### Uncharted: Drake's Fortune
No jogo eletrônico de 2007, Uncharted: Drake's Fortune, Elena tinha um reality show sobre arqueologia, sabendo disso Nathan Drake a contata querendo patrocínio para uma exploração, em troca ele a entregaria o caixão de Sir Francis Drake a quem Nate clama ser seu ancestral. Ambos partem para a costa do Panamá e recuperam o caixão, mas para a surpresa de Elena o caixão só continha o diário de Sir Francis. Nathan impede que Fisher continue filmando por ter prometido somente o caixão e começam a discutir, mas são interrompidos por piratas modernos que começa a atacá-los.  Victor Sullivan, mentor e figura paterna de Nate aparece de avião e salva ambos. Pouco depois em uma ilha, Elena contata sua produção enquanto Drake e Sullivan conversam em um barco sobre o diário de Sir Francis, havia anotações que levava par El Dorado, mas ambos tinham que se livrar de Elena para não dividir os espólios. Os ladrões então partem sem Elena a deixando para trás. De alguma Fisher os rastreia, mas quando chega lá Drake estava fugindo desesperado, ela o soca por ter sido passada para trás e Nathan explica que os ladrões Atoq Navarro e seu chefe Gabriel Roman haviam matado Sully. Os dois se entendem e fogem juntos com um mapa de uma ilha que Drake havia acontecido. A caminho da ilha o avião em que ambos estavam é interceptado, Elena foge primeiro de para-quedas e Nate foge em seguida, porém ambos aterrissam em lugares diferentes. Nathan acaba por fim encontrando Elena, mas ela estava sendo alvejada e na tentativa de salvá-la acaba sendo preso. Fisher o encontra e foge com ele. À caminho da prefeitura Elena descobre que Sully está vivo e na companhia dos outros ladrões e indo em direção da cidade onde o tesouro se encontra. Eles conseguem encontrar Sully que explica que havia sobrevivido pela bala ter acertado o diário de Francis Drake que ele estava guardado no bolso e estava tentando comprar tempo pra si enganando Navarro e Roman. O trio sai juntos em busca do lendário tesouro mas acabam se separando por inúmeros obstáculos. Elena fica sob custódia de Roman e Navarro, no entanto no caminho de resgatá-la e encontrar o tesouro Nate descobre que El Dorado é amaldiçoado. Nathan e Sullivan se unem e vão atrás dos vilões. Chegando no abismo onde o tesouro estava guardado, eles são encurralados e Navarro mata seu chefe. O lugar se enche de zumbis dos espanhóis e dos kriegsmarine. Atoq foge com Elena e o tesouro sendo carregado em um helicóptero, mas Drake sobe no mesmo para impedi-lo. Aterrissando em um navio, Drake e Navarro se degladiam e Nate sai triunfante salvando o dia. Sully então chega com um barco menor cheio de tesouro, depois deles demonstrarem um pouco de afeto.

#### Uncharted 2: Among Thieves
Elena retorna em Uncharted 2: Among Thieves de 2009, ela está acompanhada de seu parceiro cameraman, Jeff em Nepal estão investigando o país para provar que o criminoso Zoran Lazarević está vivo. Coincididamente ela se encontra com Nathan que está acompanhado de Chloe Frazer sua nova namorada em busca da pedra Cintamani. A milícia de Zoran se aproxima do lugar e o quarteto foge junto se escondendo em um templo onde há pistas sobre Shambala. Eles acabam sendo encurralados pelos capangas de Lazarević e Jeff é baleado. Os quatro conseguem fugir do templo com Drake carregando Jeff e as mulheres os dando coberturas, mas eles acabam sendo encurralados novamente e Chloe se volta contra Nate. Harry Flynn, ex-parceiro de Drake chega no local os rendendo, e seu chefe Lazarević chega em seguida matando Jeff, em seguida tomando a pista que Drake havia obtido. Drake e Elena conseguem fugir, mas o ladrão está convicto que Chloe se voltou contra eles para se proteger e decide ir socorrê-la, Elena então resolve ajudá-lo. Fisher repórter ajuda Nathan a chegar no trem em que Chloe estava e segue a rota do mesmo o encontrando em uma vila tibetana aonde ele havia sido resgatado. Apedido de Karl Schäfer, um ancião da aldeia, Drake sai com Tenzin um dos aldeões da vila para descobrir o segredo por detrás da pedra Cintamani que está em Shambala. Quando Nathan volta à aldeia havia sido atacada por Zoran, e Schäfer raptado. Nathan e Elena seguem o rastro do criminoso e encontram Schäfer semi morto, que pede para o dois impedirem Zoran. Vasculhando separados o local em que estavam, Nathan encontra Chloe e pega a adaga que ela carregava , descobrindo em seguida onde fica a entrada de Shambala. Drake entra em contato com Elena e indica aonde devem se encontrar. Eles conseguem chegar na entrada da cidade mística mas são encurralados, adentrando a cidade sob custódia. Lá eles são atacados por guardiões místicos e usam o momento para fugir de Lazarević. O trio então resolve impedir o criminoso de chegar até a pedra mística mas no caminho Flynn aparece espancado à deriva da morte e termina sua vida com uma granada ferindo Elena gravemente. Drake segue sozinho para deter Zoran, enquanto Frazer cuida de Elena. Mais uma vez o bom ladrão salva o dia e foge com suas parceiras da cidade que está em ruínas. Elena consegue se recuperar e reata seu romance com Nate que havia deixado Chloe por reconhecer seu verdadeiro amor pela repórter.

#### Uncharted 3: Drake's Deception
No terceiro episódio da série, Uncharted 3: Drake's Deception lançado em 2011, Elena está no Iêmen a trabalho quando é contatada por Sully que lhe pede uma ajuda em um trabalho com Drake. Os ladrões chegam no país e são recebidos pela repórter que lhes entrega credenciais para se passarem por jornalistas. Enquanto arrumam as bagagens Fisher interroga Nathan sobre o tal trabalho e ambos discutem, e no meio da discussão Drake percebe que Elena ainda está usando o anel de noivado que ele havia lhe dado, ela desconversa e repara que ele havia voltado a usar seu anel como colar, ambos acabam saindo irresolutos da discussão. Elena guia a dupla pela cidade quando Nate se depara com um homem chamado Talbot e o persegue enquanto Sulivan explica à ela o que está acontecendo, Drake está competindo com Katherine Marlowe líder de uma ordem secreta e seu pupilo Talbot em busca de um segredo deixado por T. E. Lawrence e Sir Francis Drake. Nesse ínterim Nathan alcança Talbot e recupera seu diário que havia sido tomado por ele e logo depois Elena e Sully o alcança e o trio corre para um determinado local que estaria a próxima pista para o segredo dos exploradores. Após adentrarem a área, eles resolvem alguns quebra-cabeças e descobrem onde fica a lendária Ubar. Mas em seu pouco tempo ali, eles são atacados por aranhas gigantes carnívoras e escapam por pouco. Mais uma vez Elena discute com Nathan sobre suas intenções nessa aventura, mas ele continua determinado a respeito. O trio prossegue saindo do local quando Nathan é alvejado por um dardo alucinógeno o fazendo se distanciar e se perder de seus parceiros sendo capturado em seguida. Sully é raptado por Marlowe nesse meio tempo e Nathan continua sumido, Elena planeja uma forma de salvar Sullivan quando Drake entra em seu quarto a surpreendendo. Elena explana o que ocorreu em sua ausência e ambos se unem para salvar seu amigo. À noite o casal segue para um hangar aonde partiria o último avião para a localidade de Marlowe, Nate engana Elena se separando dela, mas ele explica que quase a perdeu uma vez e que não aguentaria passar por isso de novo a pedindo para deixá-lo ir só. O avião começa a partir e Nathan não consegue alcançá-lo, mas Elena aprece de Jeep e dá uma carona pra ele o fazendo alcança o trem de pouso e assim ele adentra o veículo. Dias depois após a aventura Nathan retorna com Sully sãos e salvos, Elena lamenta pela perda do anel dele e ele segura a mão dela mostrando que apenas o tinha mudado para algo melhor. Então o trio mais uma vez terminam uma grande aventura.

#### Uncharted 4: A Thief's End
No último jogo de Drake Uncharted 4: A Thief's End lançado em 2017, Elena e Nathan finalmente estão casados e tendo uma vida comum. Mas não está tudo tão bem, já que o ex-ladrão sente falta das aventuras e muitas vezes fica perdido em seus pensamentos devido ao marasmo. O chefe de Nathan oferece mais uma vez um trabalho de exploração na Malásia mas Drake recusa por não haver permissão do país para o trabalho. Em casa, os dois conversam sobre o dia de trabalho, Elena percebe que seu marido está aborrecido e insiste que ele aceite o trabalho, mas ele também recusa. No dia seguinte Nathan é vistado no trabalho por um estranho que revela ser seu irmão mais velho Samuel Drake. Nathan fica estarrecido e Sam conta que conseguiu sobreviver ao acidente ao qual lhe havia ocorrido e tinha sido mandado de volta para a prisão. Depois de uma madrugada conversando, Samuel revela a seu irmão que estava em perigo e que precisava de sua ajuda, que ele havia divido a cela com um narcotraficante chamado Hector Alcázar e que em troca de sua liberdade e sua vida teria que encontrar o tesouro de Henry Avery e lhe dar a maior parte. Nathan por alguns instantes exita, mas por remorso pelo que houve com seu irmão ele liga para a sua esposa e mente dizendo que aceitou o trabalho na Malásia, assim ele poderia ajudar o irmão sem ela saber. Nate chama seu velho companheiro Victor Sullivan, mesmo Sam não confiando nele e Sully tendo suas dúvidas quanto ao comportamento de Samuel. Mas os três precisam agir rápido pois Rafe Adler um magnata estadunidense no qual já trabalhou posteriormente com os irmãos Drake em busca do mesmo tesouro e sua parceira Nadine Ross líder de uma milícia mercenária também estão atrás do mesmo tesouro. Nathan passa semanas a fio mentindo para Elena e ela começa a desconfiar sobre o trabalho e o rastreia. Fisher localiza o hotel em que ele estava hospedado em Madagascar e vasculha seus documentos e equipamentos descobrindo que ele está na verdade em uma nova aventura, quando repentinamente Nathan adentra o quarto com Sam e Sully. Elena o o faz se explicar, Drake assim o faz e ambos discutem com Elena partindo em seguida e Sully indo atrás dela a pedido de Nathan, então os irmãos Drake prosseguem sua jornada em busca do tesouros. Sullivan consegue convencer Elena a confiar em Nathan e ambos vão em auxílio dos Drakes. Fisher se aventura sozinha na lendária cidade Libertalia que os irmãos haviam descoberto, enfrenta alguns soldados de Nadine e rouba um jeep para resgatar seu marido. Ela o encontra desmaiado à deriva em um rio e o salva. Nate acorda e conta um pouco de seu passado com seu irmão, assim sendo o casal vai em busca de salvar o Drake mais velho. Nathan, Elena, Sully e Sam se reúnem, os três primeiros decidem ir embora e deixa o tesouro para Adler e Ross no entanto Sam discorda mas os segue mesmo assim. Samuel então foge do grupo indo atrás do tesouro e a pedido de sua esposa Nathan vai a seu resgate enquanto fica com Sully esperando o retorno dos irmãos. Nate e Sam retornam a salvo mas sem tesouro e o quarteto parte de volta para Madagascar onde todos se despedem. De volta à casa em seu trabalho, o chefe de Nathan aparece feliz o congratulando por comprar sua empresa, sem entender nada ele pede explicações e Elena aparece dizendo que havia comprado e mostra moedas de ouro que Sam havia colocado sorrateiramente no bolso da jaqueta que ela estava usando. O casal então cria uma empresa chamada D&F Fortune voltada à arqueologia, ela faz grande sucesso e assim o casal segue uma vida próspera fazendo o que gosta e constroem uma família, juntos têm uma filha chamada Cassie Drake que participa de suas aventuras arqueológicas.

### Jogos derivados

#### Uncharted: Fight For Fortune
Elena é uma das inúmeras cartas jogáveis em Uncharted: Fight For Fortune lançado em 2012 para PlayStation Vita.

### Outros jogos

#### PlayStation All-Stars Battle Royale
Elena aparece como um minion em PlayStation All-Stars Battle Royale lançado em 2012 para PlayStation 3 e PlayStation Vita.

### Outras mídias

#### Uncharted: Eye of Indra
Na motion comic Uncharted: Eye of Indra lançada em 2009 que serve de prequela para Uncharted: Drake's Fortune. Nathan Drake precisava de fundos para explorar o caixão de Sir Francis Drake no mar do Panamá. Então ele vai para a Indonésia a serviço de um magnata criminoso chamado Daniel Pinkerton em busca da relíquia "Olho de Indra". Drake conhece Rika Raja, irmã de Eddy Raja e faz parceria com os dois. Rika trai os ladrões foge com o tesouro os deixando à míngua. Sem dinheiro Nate se reúne com Sully em um bar e lhe conta seu novo plano, ele aponta para a televisão mostrando que ele vai se reunir com a repórter Elena Fisher para combinar a exploração.

#### Uncharted (história em quadrinhos)
Elena chegou a aparecer em uma das capas da história em quadrinho homônima à série lançada em 2011. Entretanto ela não aparece em nenhuma edição, o diretor admite que tinha ideias para ela, mas que tinha ficado demais e que espera trabalhar a personagem no futuro.

#### Gamers Heart Japan
Elena apareceu ao lado de Nathan e Sully na campanha Gamers Heart Japan para ajudar a obter doações para as as vítimas do sismo e tsunami de Tohoku de 2011. 

#### Spotify
Elena assim como os demais personagens de Uncharted 4: A Thief's End recebeu uma playlist oficial no Spotify com o lançamento do jogo.

## Recepção
A recepção à personagem de Elena Fisher tem sido geralmente positiva. Blaine Kyllo da The Georgia Straight elogiou a performance de Rose como Elena, dizendo ser um dos melhores trabalhos em jogos eletrônicos.Elena frequentemente é citada por vários sites como uma das melhores personagens femininas dos jogos eletrônicos., Meagan VanBurkleo, do Game Informer, chamou Elena de uma das suas "principais personagens femininas favoritas".
Alguns opinaram que Elena é uma liderança feminina forte, incomum para os videogames. A List25 citou sua significância na história e que seus talentos são sempre bem notados. Dave Meikleham, da GamesRadar UK, a chamou de uma das mulheres mais fortes do jogo e descreve que ela oferece um excelente extra para Drake, e uma boa sacada para ajudar os jogadores através dos níveis. No entanto, ele também a criticou por uma falta de realismo, achando difícil acreditar que, como um repórter que nunca disparou uma arma antes, poderia se tornar tão rápido e sem medo. IGN disse que ela é a quarta melhor heroína dos videogames, elogiando a Naughty Dog por criar uma protagonista feminina igual em todos os sentidos ao seu homólogo masculino: "Ela não vai deixar a câmera parar de gravar, ela não vai aceitar as besteiras de Drake, e ela não tem medo de desferir um soco. Quando você está preso pelo fogo do inimigo, Elena irá tapar os maus para você. Quando Drake está preso no campo inimigo, Elena irá subir as paredes para salvar seu amigo. Quando você precisar de um personagem sólido e refinado, Elena está lá como um excelente exemplo." A Game Informer a classificou como uma das 30 personagens que definiu uma década. Da mesma forma, a equipe do GamesRadar colocou-a em número 24 em uma lista dos 50 melhores personagens da geração, comentando: "Ela pode ser uma jornalista estereotipada de vinte e um por seu valor nominal, mas ela é tão convincentemente escrita (e interpretada por Emily Rose) que ela é uma das personagens mais confiáveis e simpáticos de todos os jogos".
Elena entrou no Top 5 das loiras mais belas dos jogos eletrônicos pela ZoominGames. A Twinfinite a classificou com uma das cinco mulheres mais poderosas dos jogos eletrônicos e salientou sua importância na história da franquia. Elena também ganhou o prêmio de melhor personagem feminina pela Gamemag e pela GameVicio.

### Comparações com outros personagens
Elena Fisher tem sido comparada com várias personagens de videogame, entre elas a aventureira Lara Croft da franquia Tomb Raider pelas similaridades de seus jogos. A Erwan Higuinen diz que ela é tão capaz quanto a Lara. William Wilson da Forbes a destaca juntamente com Evie Frye e Croft como uma nova leva de personagens femininas fortes. Greg Miller da IGN salientou que a Naughty Dog conseguiu criar uma personagem tão realista e atraente que vai além das garotas típicas de Dead or Alive Xtreme Beach Volleyball.

### Comparações com pessoas reais
A personagem também chamou a atenção por sua atratividade. Bret Dawson da Toronto Star comparou a aparência e maneirismos de Elena com as de Jennifer Aniston.